# Roberto Gavaldón
Roberto Gavaldón Leyva (* 7. Juni 1909 in Jiménez; † 4. September 1986 in Mexiko-Stadt) war ein mexikanischer Filmregisseur und Drehbuchautor.

## Leben
Gavaldón wurde in Jiménez geboren und zog mit seiner Familie 1919 nach Mexiko-Stadt. Er ging nach Los Angeles, wo er Zahnmedizin studierte. Er begann sich für den Film zu interessieren und erste Assistenzarbeiten zu übernehmen, bevor der Anfang der 1930er-Jahre nach Mexiko zurückkehrte. Hier war er zunächst als Statist in verschiedenen mexikanischen Filmen zu sehen und sammelte Filmerfahrung als Regieassistent unter anderem von Gabriel Soria und Robert Quigley. Mit Quigley drehte Gavaldón 1936 seinen ersten eigenen Film in Koregie, Cielito lindo. Es folgten unter anderem La tierra del mariachi (Koregie mit Raúl de Anda) sowie mit El conde de Montecristo (mit Chano Urueta, 1942; nach Alexandre Dumas der Ältere) und Naná (mit Celestino Gorostiza, 1944; nach Émile Zola) literarische Stoffe.
Sein Langfilmregiedebüt und erster großer Erfolg im Heimatland wurde 1945 La barraca nach dem gleichnamigen Roman des Spaniers Vicente Blasco Ibáñez. Im Film besetzte Gavaldón neben Dolores del Río auch zahlreiche Spanier, die aufgrund des Spanischen Bürgerkriegs nach Mexiko emigriert waren. Der Film erhielt bei der Verleihung der ersten Premio Ariel zahlreiche Preise und Nominierungen, so wurde er unter anderem als Bester Film ausgezeichnet. Beim ersten Premio Ariel war Gavaldón zudem mit seinem Film Corazones de México vertreten; El socio und Rayando el sol wurden im folgenden Jahr mit Preisen und Nominierungen bedacht.
Häufig arbeitete Gavaldón im Laufe seiner Karriere mit Drehbuchautor Javier Revueltas sowie dem Kameramann Gabriel Figueroa zusammen. Oft widmeten sich seine Filme dem Dunklen und Obskuren sowie Mystischem, exemplarisch sichtbar am 1960 erschienenen Macario, der im Folgejahr für einen Oscar als Bester fremdsprachiger Film nominiert war. Zudem galt Gavaldón als „Meister des Melodrams“.
Neben seiner Filmarbeit engagierte sich Gabaldón auch politisch. Er wurde Mitbegründer des Sindicato de Trabajadores de la Producción Cinematográfica (STPC) und stand der Sección de Directores als Generalsekretär vor. In den 1950er-Jahren war er zudem als Kongressabgeordneter tätig.
Roberto Gavaldón galt in den 1940er-Jahren als neuer Filmemacher, der sich mit bissigen und im Gegensatz zum populären Kino eines Emilio Fernández auch unsentimentalen Filmen hervortat. Wesentlich für seine Filme ist das Stilmittel der Wiederholung, seine Filme sind gekennzeichnet von „extremer Perfektion“. In den 1960er-Jahren begann seine Bedeutung als Filmemacher abzunehmen, die Bewertung seiner Arbeit erfolgte zunehmend negativ, so wurde die Kühlheit seines Stils und auch die technische Perfektion der Bilder kritisiert. Gavaldón galt als „statischer Regisseur“, lange Zeit stand er so im Schatten von Regiegrößen des Goldenen Zeitalters des mexikanischen Films wie Fernández, Ismael Rodríguez und Julio Bracho. In den letzten Lebensjahren zog sich Gabaldón, der bis in die späten 1970er-Jahre drehte, schließlich vollständig aus der Öffentlichkeit ins Privatleben zurück und verstarb 1986 in Mexiko-Stadt. Erst kurz vor seinem Tod hatte eine Wiederentdeckung und positive Neubewertung seines Gesamtwerks begonnen. Im Jahr 1986 wurde er mit der Salvador-Toscano-Medaille der Cineteca Nacional für sein Lebenswerk geehrt.

## Filmografie
Als Regisseur
- 1945: La barraca
- 1946: Die Andere (La otra)
- 1946: Rayando el sol
- 1946: El socio
- 1947: La diosa arrodillada
- 1947: La vida íntima de Marco Antonio y Cleopatra
- 1948: Han matado a Tongolele
- 1948: A la sombra del puente
- 1948: Abenteuer auf Sizilien (Adventures of Casanova)
- 1950: Rosauro Castro
- 1950: La casa chica
- 1951: Verbrecherische Hände (En la palma de tu mano)
- 1951: Deseada
- 1951: Mi vida por la tuya
- 1952: Terminal del Valle de México
- 1952: El rebozo de Soledad
- 1952: La noche avanza
- 1953: El niño y la niebla
- 1953: Las tres perfectas casadas
- 1953: Acuérdate de vivir
- 1954: Sombra verde
- 1954: Camelia
- 1955: Der kleine Rebell (The Littlest Outlaw)
- 1955: De carne somos
- 1955: Después de la tormenta
- 1956: Viva revolución
- 1956: Die Rebellenbraut (La escondida)
- 1956: Historia de un amor
- 1958: La rebelión de la sierra
- 1958: El rayo de Sinaloa: La venganza de Heraclio Bernal
- 1958: Aschermittwoch (Miércoles de ceniza)
- 1958: Aquí está Heraclio Bernal
- 1959: Aufruhr der Gefühle (Flor de mayo (Topolobampo))
- 1960: Macario
- 1960: El siete de copas
- 1961: Rosa blanca
- 1963: Días de otoño
- 1964: El gallo de oro
- 1965: Los hijos que yo soñé
- 1967: Rio Blanco
- 1970: Las figuras de arena
- 1970: La vida inútil de Pito Pérez
- 1972: Doña Macabra
- 1973: Don Quijote cabalga de nuevo
- 1974: La madrastra
- 1976: El hombre de los hongos
- 1977: Strand der Illusionen (La playa vacía)
- 1977: Las cenizas del diputado
- 1979: Cuando tejen las arañas

## Auszeichnungen (Auswahl)
- 1946: Goldener Ariel sowie Silberner Ariel für die Beste Regie, Premio Ariel, für La baracca
- 1947: Nominierung Goldener Ariel und Nominierung Silberner Ariel für die Beste Regie, Premio Ariel, für Die Andere
- 1950: Nominierung Goldener Löwe, Internationale Filmfestspiele von Venedig 1950, für Rosauro Castro
- 1952: Nominierung Goldener Löwe, Internationale Filmfestspiele von Venedig 1952, für El rebozo de Soledad
- 1952: Goldener Ariel und Silberner Ariel für die Beste Regie, Premio Ariel, für En la palma de tu mano
- 1953: Nominierung Großer Preis des Festivals, Internationale Filmfestspiele von Cannes 1953, für Las tres perfectas casadas
- 1954: Nominierung Großer Preis des Festivals, Internationale Filmfestspiele von Cannes 1954, für El niño y la niebla
- 1954: Goldener Ariel und Silberner Ariel für die Beste Regie und das Beste Drehbuch, premio Ariel, für El niño y la niebla
- 1954: Nominierung Goldener Löwe, Internationale Filmfestspiele von Venedig 1954, für Camelia
- 1955: Nominierung Goldener Löwe, Internationale Filmfestspiele von Venedig 1955, für Después de la tormenta
- 1956: Nominierung Goldene Palme, Internationale Filmfestspiele von Cannes 1956, für La escondida
- 1958: Nominierung Goldener Bär, Internationale Filmfestspiele Berlin 1958, für Miércoles de ceniza
- 1959: Nominierung Goldener Bär, Internationale Filmfestspiele Berlin 1959, für Flor de mayo (Topolobampo)
- 1960: Nominierung Goldene Palme, Internationale Filmfestspiele von Cannes 1960, für Macario
- 1986: Salvador-Toscano-Medaille der Cineteca Nacional für sein Lebenswerk